# ایستگاه پارک و موزه آقاخان
ایستگاه پارک و موزه آقاخان (انگلیسی: Aga Khan Park & Museum stop) یک ایستگاه قطار سبک شهری در حال ساخت در خط ۵ اگلینتون، بخشی از سیستم متروی تورنتو است.